# Binocular
Binocular is het vijfde album van Atrox, uitgebracht in 2008 door Season Of Mist.

## Tracklist
1. "Retroglazed" – 3:37
2. "No Coil For Tesla" – 4:19
3. "Traces" – 4:13
4. "Headrush Helmet" – 5:16
5. "Filthmonger" – 3:22
6. "Orgone" – 5:15
7. "Tight Tie" – 5:11
8. "Binocular" – 6:03
9. "Castle Of Clowns" – 5:18
10. "Transportal" – 4:14